# Appula eduardae
Appula eduardae är en skalbaggsart som beskrevs av Franceschini 2002. Appula eduardae ingår i släktet Appula och familjen långhorningar. Inga underarter finns listade i Catalogue of Life.